# 산탈족

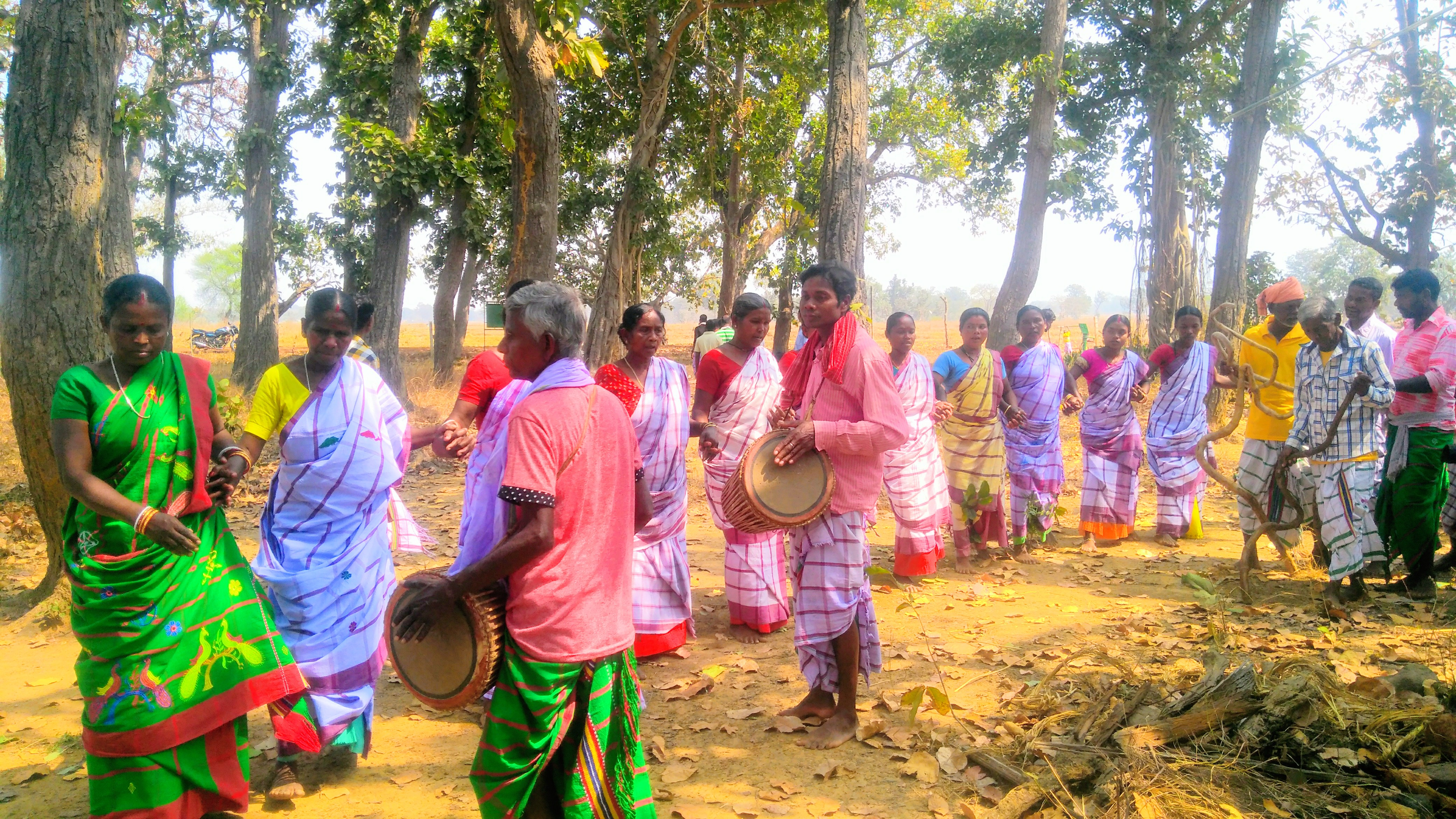

산탈족(Santal, 산탈리어: ᱥᱟᱱᱛᱟᱲ ᱦᱚᱲ)은 인도 동부에 주로 거주하는 문다계 민족이다. 자르칸드주와 서벵골주에서는 각각 인구 2백만 명 이상으로서 가장 규모가 큰 부족 집단을 이루며, 오디샤주, 비하르주, 아삼주에도 수십만 명의 인구가 거주한다. 인접한 방글라데시와 네팔에도 수만 명의 인구가 거주한다.
언어는 오스트로아시아어족 문다어파 계통의 산탈리어를 사용한다. 종교는 2011년 인구조사 기준 63.15%가 힌두교, 23%가 사르나교, 7.28%가 사리다람교(서벵골주에 고유), 5.46%가 기독교를 믿는다. 산탈족은 인도 헌법상 비하르, 자르칸드, 서벵골, 오디샤, 트리푸라의 5개 주에서 지정 부족(scheduled tribe)으로 지정되어 있으며 영국령 인도 시대에 차밭 노동자로 이주한 아삼 지역의 산탈족은 지정 부족의 지위를 받지 못하였다.